# Fernando Savater
Fernando Fernández-Savater Martín (San Sebastián, 21 de junio de 1947) es un filósofo, profesor de Filosofía y escritor español. Destaca en el campo del ensayo y el artículo periodístico, y ha cultivado también la novela y el género dramático.

## Biografía
Nacido en San Sebastián, fue profesor de filosofía en diversas universidades. En el otoño de 1973 no se le renovó un contrato en Madrid, lo que fue interpretado como una represalia política que suscitó huelgas y protestas estudiantiles.
Tras haber caído el régimen franquista pasó a impartir la asignatura de Ética en la Universidad del País Vasco. Su labor de divulgación y de crítica cultural lo convirtió en un referente para toda una generación en España, que convirtió en superventas títulos suyos como Ética para Amador (1991) o El contenido de la felicidad (1986).
Savater considera la filosofía como una actividad de crítica permanente, de expresión de la subjetividad e incluso de provocación, lo que traslada en sus obras mediante un estilo audaz y expresivo que, a menudo, utiliza el matiz, la ironía y la paradoja como estructuras de razonamiento. Por otra parte, su estilo ha adquirido un molde literario a través de un proceso gradual de acercamiento a la narrativa en el que se pueden detectar varias etapas.
En 1976 publicó el ensayo La infancia recuperada, en cuyas páginas se defienden la necesidad de la ficción novelada y la pasión de contar frente a la sofisticación de la narrativa comprometida con la experimentación lingüística y estructural. En su crítica literaria, Savater retoma y propone con entusiasmo la narración fantástica, la historia de los contenidos éticos y heroicos a través del análisis de autores y personajes como Julio Verne, Sherlock Holmes, Guillermo Brown, Jack London o H. P. Lovecraft.
Una etapa posterior de su profundización a lo largo de los itinerarios narrativos se corresponde con Criaturas del aire (1979), en la que una serie de personajes de la historia o de la literatura, como Tarzán, la Bella Durmiente, Drácula, Juliano el Apóstata, Mijaíl Bakunin o el mismo Savater, monologan sobre sus vidas, el destino, la violencia, el amor o la muerte, y confirman, desmienten y narran situaciones de su existencia.
En 1981 escribe su primera novela, Caronte aguarda, narración policíaca que mezcla una trama personal con una conspiración política, y que constituye una meditación sobre las formas del mal, el delito y la venganza. A esta le siguieron El diario de Job (1983) y El dialecto de la vida (1985).
También ha escrito obras de teatro, entre las que destacan Juliano en Eleusis (1981), Vente a Sinapia (1983) y Guerrero en casa (1992).
Fue autor del periódico El País desde su fundación hasta su despedida en enero de 2024.

### Política
- Desde su creación y hasta las elecciones generales de España de 2015 apoyó a Unión Progreso y Democracia.
- Desde las elecciones generales de España de 2015 y hasta elecciones generales de 2023 apoyó a Ciudadanos-Partido de la Ciudadanía.
- Desde julio de 2023 - presente apoya al Partido Popular. En las elecciones al Parlamento Europeo de 2024 (España) cerrará la lista del Partido Popular con el filósofo Fernando Savater.

## Pensamiento y estilo
Savater es un autor prolífico, que se define como un «filósofo de compañía», al estilo de los philosophes franceses, no como un Filósofo académico y con mayúscula. Su filosofía es ilustrada y vitalista; su forma de expresión, polémica e iconoclasta; sus opiniones a menudo navegan contracorriente. Su estilo agudo, incisivo e irónico se aprecia de manera evidente en sus artículos periodísticos, género por cuya escritura tiene preferencia.
Se confiesa influido por Nietzsche, Cioran y Spinoza, entre otros. En los setenta se le consideró durante mucho tiempo discípulo de Agustín García Calvo, pero a partir de 1981 sus caminos se separan ostensiblemente. Como escribe en su autobiografía Mira por dónde, «fue fundamental en mi devenir intelectual y moral encontrarle, no menos que luego despegarme de él».
Siguiendo a Spinoza, propugna una ética del querer en contraposición a una ética del deber. Los seres humanos buscan de manera natural su propia felicidad y la ética ayuda a clarificar esta voluntad y mostrar las formas de su realización. Por tanto, la ética no debe juzgar las acciones por criterios abstractos y ajenos a la felicidad propia.
Su filosofía política ha evolucionado desde el pensamiento libertario, que mantuvo en los setenta, al individualismo democrático, socialdemócrata, liberal y universalista de su etapa posterior. El punto de inflexión del Savater joven al maduro puede situarse en La tarea del héroe (1981), donde escribe: «He sido un revolucionario sin ira; espero ser un conservador sin vileza». También ha reflexionado a menudo sobre el papel de las religiones en las sociedades democráticas actuales, propugnando un modelo de sociedad laica en su sentido más amplio, que ayude a afrontar no solo los planteamientos teocráticos, «sino también los sectarismos identitarios de etnicismos, nacionalismos y cualquier otro que pretenda someter los derechos de la ciudadanía abstracta e igualitaria a un determinismo segregacionista». Criticado desde sectores católicos, Ricardo de la Cierva calificó a Savater y a Francisco Umbral como «intelectuales de pandereta» que pugnaron en las páginas de El País «por el récord del despropósito que antes se llamaba blasfemia». También ha sido criticado por Juan Manuel de Prada.

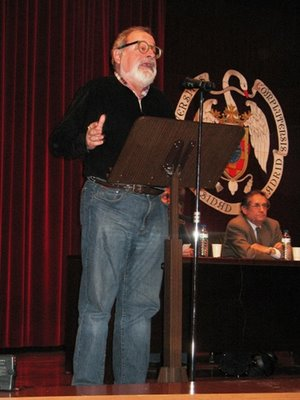
Fernando Savater en un acto en la Universidad Complutense de Madrid.

Desde coordenadas primero libertarias y luego liberales, se ha opuesto siempre al nacionalismo en general: 

El nacionalismo en general es imbecilizador, aunque los hay leves y graves, los del forofo del alirón y el que se pone el cuchillo en la boca para matar. Hay gente sin conocimientos históricos, el nacionalismo atonta y algunos son virulentos. Afortunadamente en Cataluña la situación es diferente a la del País Vasco, aunque esa minoría es una alarma que nos dice que algo hay que hacer. El nacionalismo es una inflamación de la nación igual que la apendicitis es una inflamación del apéndice.

Savater se opone a aquellos partidos que hacen de la exaltación patriótica su seña principal de identidad. Su evolución ideológica quedó de manifiesto en la polémica que mantuvo con el también catedrático de filosofía vasco Javier Sádaba, con quien escribió en los ochenta el libro titulado Euskadi: pensar el conflicto, a la vez que apoyaba con su firma la legalización de Herri Batasuna. Su evolución ideológica y filosófica le ha llevado después a posturas claramente antinacionalistas, que lo han convertido en uno de los referentes para los ciudadanos del País Vasco que se sienten oprimidos por el nacionalismo vasco. Savater considera excluyente, decimonónica y complaciente con el terrorismo etarra la política del PNV y EA. Sin renunciar a su condición de vasco, se considera antinacionalista y rechaza el vasquismo, postura que califica de «amable tontería». Es, asimismo, un activo colaborador de la asociación Ciudadanos de Cataluña.
Solicitó el boicot a las elecciones vascas de 2007 por entender que no eran limpias ni democráticas, debido a ETA. Savater, defensor de la Constitución Española, del estatuto de Guernica y de la unidad del Estado, ha expresado en numerosas ocasiones su oposición a todo tipo de nacionalismos y su deseo de superarlos en beneficio de un ideal de humanidad universal compartida, traducido en un organismo gubernamental con autoridad mundial sobre los gobiernos de los estados nacionales, que sirviese para resolver las disputas y realizar las labores administrativas de utilidad común.

Ha colaborado activamente con la Plataforma Pro, que nació con el objetivo de crear un nuevo partido político de carácter nacional capaz de trascender la tradicional parcelación política izquierdas-derechas. Este partido se creó en septiembre de 2007 con el nombre de Unión Progreso y Democracia, y Fernando Savater, junto con Rosa Díez, Albert Boadella y Mario Vargas Llosa, fue uno de los que intervinieron en su presentación. Savater llegó a ser cabeza de lista al Senado por la Circunscripción de Madrid en las Elecciones Generales de 2015, logrando 118.683 votos, y posteriormente ocupó el puesto número 5 en la lista al Congreso por Madrid en las Elecciones Generales de 2016. 

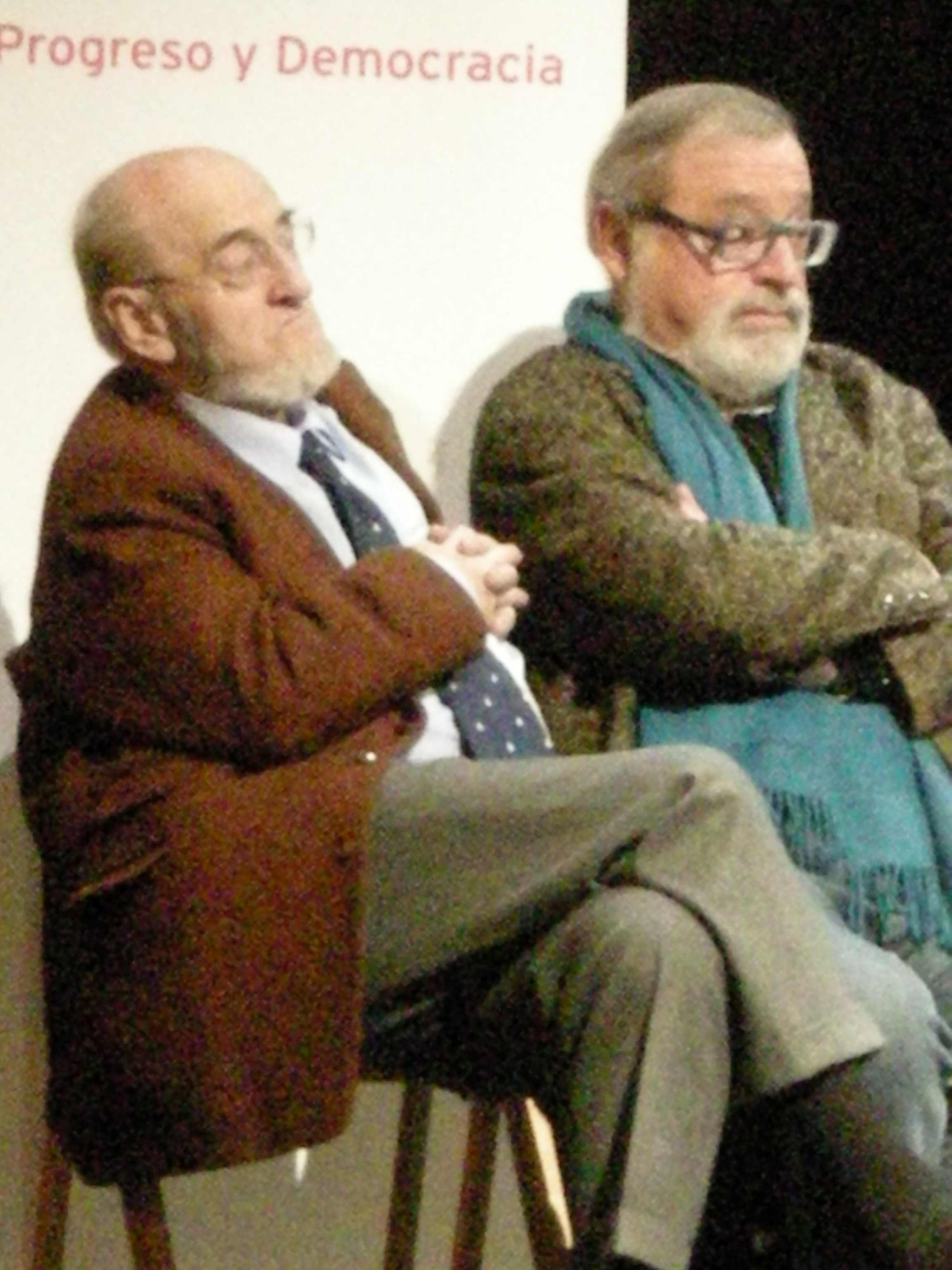
Álvaro Pombo (izquierda), junto a Fernando Savater (derecha), en un acto de UPyD.

En junio de 2008 fue el principal impulsor —junto con otros veinte intelectuales entre los que destacan Carmen Iglesias, Mario Vargas Llosa, Albert Boadella, Álvaro Pombo y Arcadi Espada— del llamado Manifiesto por la lengua común, en el que se defiende que «los ciudadanos son quienes tienen derechos lingüísticos y no los territorios ni mucho menos las lenguas». El Manifiesto reivindica el derecho de los ciudadanos de toda España a recibir su educación e interactuar con la Administración, tanto estatal como autonómica, en lengua castellana («lengua común» de todos los españoles, según define el manifiesto), cualquiera que sea su lengua materna. Sostiene que los planes de estudio deben incluir opciones que contemplen las otras lenguas cooficiales autonómicas, pero nunca como lenguas vehiculares exclusivas, y critica la situación que, a su juicio, se da en determinadas comunidades autónomas, en las que el castellano resulta discriminado en la administración pública y los planes de estudio y se impone a los ciudadanos el uso de las otras lenguas cooficiales.
En abril de 2013 fue considerado como uno de los 65 pensadores más influyentes del mundo (puesto 47) por la revista británica Prospect, especializada en política y economía, como resultado de una votación realizada en más de 100 países con más de 10 000 votos computados.
El 17 de septiembre de 2017 fue el primer firmante del manifiesto Parar el golpe. 500 profesores en defensa de la democracia constitucional que fue hecho público diez días después de que la mayoría independentista del Parlamento de Cataluña aprobara entre los días 6 y 7 de septiembre la Ley del referéndum de autodeterminación de Cataluña y la Ley de Transitoriedad que rompían con la legalidad constitucional y estatutaria y que fueron inmediatamente suspendidas (y más tarde anuladas) por el Tribunal Constitucional. En el manifiesto se exigía al Gobierno de Mariano Rajoy que impidiera «la celebración de un falso referéndum ilegítimo e ilegal, poniendo a disposición de la justicia a los responsables de este atropello a la democracia y haciendo que recaiga sobre ellos todo el peso de la ley».

## Críticas
Sus críticas al nacionalismo vasco han situado a Savater en medio de frecuentes polémicas. Fue amenazado de muerte por ETA y vivió protegido por escolta durante más de una década, hasta finales de 2011. A pesar de sus críticas al "nacionalismo", frecuentemente se le ha acusado de ser nacionalista (español).
Recibió críticas puntuales del Foro de Ermua, organización en la que ha participado activamente, por su valoración inicial favorable del diálogo con ETA emprendido por José Luis Rodríguez Zapatero. Más tarde modificó su postura. Su defensa del laicismo y la libertad de decisión individual en temas como el aborto y la eutanasia le ha ganado asimismo algunos detractores.
El Manifiesto por la lengua común fue recibido con hostilidad por algunos sectores, que lo consideraron de claro «sesgo españolista». También niegan que el castellano sea en toda España «la lengua común».
A su vez ha sido criticado por relativizar el pasado político de corte neofascista de la presidenta del Consejo de Ministros de Italia Giorgia Meloni, negando este hecho de forma sarcástica, de la misma manera que ha sido crítico con el presidente de Colombia Gustavo Petro con motivo de su visita a España en 2023. Se ha mostrado también a favor de la tauromaquia, lo que le ha valido fuertes críticas.

## Obra
Su producción intelectual y cultural, compuesta por más de medio centenar de ensayos e innumerables artículos periodísticos, ha sido traducida al inglés, francés, sueco, italiano, portugués, alemán, japonés y danés. Ha obtenido numerosos premios, entre los que destacan el Nacional de Ensayo, el Anagrama, por Invitación a la ética; el Francisco Cerecedo de periodismo y el Planeta, por La hermandad de la buena suerte (en 1993 había sido finalista de este galardón con su novela epistolar El jardín de las dudas, sobre uno de sus autores preferidos, Voltaire; aquel año lo ganó Mario Vargas Llosa con Lituma en los Andes). De pensamiento en sus inicios afín al de Friedrich Nietzsche (Panfleto contra el todo), se le debe la traducción y divulgación en el mundo hispánico de la obra de uno de los pensadores más notables del nihilismo contemporáneo, Emil Cioran.
Destaca por su interés en acercar la filosofía a los jóvenes, con obras como Ética para Amador, uno de los libros de temática filosófica más populares en la España de su tiempo,; Política para Amador o Las preguntas de la vida. También defiende la cultura popular por expresar la vitalidad juvenil, desde las novelas de aventuras, los cuentos fantásticos,y los relatos de terror, al cómic y los juegos de rol.
Fernando Savater también se ha preocupado por el tema de la educación: en El valor de educar aborda este tema con analogías y un lenguaje rebuscado, pero que al mismo tiempo lo hace motivador e interesante. Dirigido especialmente a los maestros de enseñanza básica y media de México, dicho libro fue un encargo de la profesora Elba Esther Gordillo para motivar a los profesores a «hacer del niño una fábrica de conocimientos y no sólo un depósito de basura» y presenta, además del análisis del autor sobre la educación y los diferentes enfoques que esta tiene en México, una importante recopilación de fragmentos escritos por pensadores de todas las épocas sobre la educación.

### Ensayo filosófico y político
- Nihilismo y acción, Madrid: Taurus, 1970
- La filosofía tachada, Madrid: Taurus, 1972
- Apología del sofista y otros sofismas, Madrid: Taurus, 1973
- Ensayo sobre Cioran, Madrid: Taurus, 1974
- Escritos politeístas, Madrid: Editora Nacional, 1975
- De los dioses y del mundo, Valencia: Fernando Torres Editor, 1975
- La filosofía como anhelo de la revolución, Madrid: Hiperión, 1976
- Para la anarquía, Barcelona: Tusquets, 1977
- Conocer Nietzsche y su obra, Barcelona: Documentación Periodística, S. A., 1977
- La piedad apasionada, Salamanca: Ediciones Sígueme, 1977
- Panfleto contra el todo, Barcelona: Documentación Periodística, S. A., 1978
- Isabel Villar: en el jardín de la madre, Madrid: Ediciones Rayuela, 1978
- El estado y sus criaturas, Madrid: Ediciones Libertarias, 1979
- La tarea del héroe, Madrid: Taurus, 1981
- Impertinencias y desafíos, Madrid: Legasa, 1981
- Invitación a la ética, Barcelona: Anagrama, 1982
- Sobras completas, Madrid: Ediciones Libertarias, 1982
- Contra las patrias, Barcelona: Tusquets, 1984
- Las razones del antimilitarismo y otras razones, Barcelona: Anagrama, 1984
- Instrucciones para olvidar El Quijote, Madrid: Taurus, 1985
- El contenido de la felicidad, Madrid: Ediciones El País, 1986
- con Javier Sádaba: Euskadi: pensar el conflicto, Madrid: Ediciones Libertarias, 1987
- A decir verdad (memorias), Madrid: Fondo de Cultura Económica, 1987
- Ética como amor propio, Barcelona: Mondadori, 1988
- Humanismo impenitente, Barcelona: Anagrama, 1990
- La escuela de Platón, Barcelona: Anagrama, 1991
- Ética para Amador, Barcelona: Ariel, 1991
- Política para Amador, Barcelona: Ariel, 1992
- Sin contemplaciones, Madrid: Ediciones Libertarias, 1993
- Idea de Nietzsche, Barcelona: Ariel, 1995
- El mito nacionalista, Madrid: Alianza, 1996
- La voluntad disculpada, Madrid: Taurus, 1996
- El juego de los caballos, Madrid: Siruela, 1997
- El valor de educar, Barcelona: Ariel, 1997
- Ética, política, ciudadanía, México: Grijalbo, 1998
- Diccionario filosófico, Barcelona: Planeta, 1999
- Las preguntas de la vida, Barcelona: Ariel, 1999
- Diccionario del ciudadano sin miedo a saber, Barcelona: Ariel, 2000
- Perdonen las molestias: Crónica de una batalla sin armas contra las armas, Madrid: Ediciones El País, 2001
- A caballo entre milenios, Madrid: Aguilar, 2001
- Ética y ciudadanía, Barcelona: Montesinos, 2002
- Etnomanía contra ciudadanía, Santander: Editorial Límite, 2002
- con José Luis Pardo: Palabras cruzadas: Una invitación a la filosofía, Valencia: Pre-Textos, 2003
- Mira por dónde. Autobiografía razonada (memorias), Madrid: Taurus, 2003
- Los caminos para la libertad: Ética y educación (conferencias dictadas para la Cátedra Alfonso Reyes), Madrid: Fondo de Cultura Económica, 2003
- El valor de elegir, Barcelona: Ariel, 2003
- El gran fraude: sobre terrorismo, nacionalismo y ¿progresismo?, Madrid: Aguilar, 2004
- Los diez mandamientos en el siglo XXI, Barcelona: Debate, 2004
- La libertad como destino, Sevilla: Fundación José Manuel Lara, 2004
- Los siete pecados capitales, Barcelona: Debate, 2006
- La vida eterna, Barcelona: Ariel, 2007
- Saliendo al paso (artículos), Madrid: Espejo de Tinta, 2008
- La aventura de pensar, Barcelona: Debate, 2008
- El arte de ensayar, Barcelona: Galaxia Gutenberg, 2009
- Historia de la filosofía. Sin temor ni temblor, Barcelona: Espasa, 2009
- Tauroética, Madrid: Ediciones Turpial, 2010
- Tirar de la cuerda (aforismos), Granada: Cuadernos del Vigía, 2012
- Acerca de Santayana, Valencia: Publicaciones de la Universidad, 2012
- Ética de urgencia, Barcelona, Ariel, 2012
- Figuraciones mías, Barcelona: Ariel, 2013
- ¡No te prives! Defensa de la ciudadanía, Barcelona: Ariel, 2014
- Ética para la empresa, Barcelona: Conecta, 2014
- Voltaire contra los fanáticos, Barcelona: Ariel, 2015
- Contra el separatismo, Barcelona: Ariel, 2017
- La peor parte. Memorias de amor (memorias), Barcelona: Ariel, 2019
- Solo integral. Una vuelta de tuerca a sus mejores ideas (artículos), Barcelona: Ariel, 2021
- Carne gobernada. De política, amor y deseo (memorias), Barcelona: Ariel, 2024

### Ensayo literario
- La infancia recuperada, Madrid: Taurus, 1976
- Apóstatas razonables, Barcelona: Editorial Madrágora, 1976
- Criaturas del aire, Barcelona: Planeta, 1979
- Sobre vivir, Barcelona: Ariel, 1983
- Malos y malditos, Madrid: Alfaguara, 1997
- Amor a Robert Louis Stevenson, Santander: Editorial Límite, 1998
- Despierta y lee, Madrid: Alfaguara, 1998
- La aventura africana, Madrid: Ediciones Acuarela, 1998
- Loor al leer (Crisolín), Madrid: Aguilar, 1998
- Poe y Stevenson: dos amores literarios, Santander: Editorial Límite, 2002
- Borges: la ironía metafísica, Barcelona: Ariel, 2008
- Misterio, emoción y riesgo, Barcelona: Ariel, 2008
- Las ciudades y los escritores, Barcelona: Debate, 2013
- La música de las letras, Barcelona: Debate, 2014
- Aquí viven leones, Barcelona: Debate, 2015

### Narrativa
- Caronte aguarda, Madrid: Cátedra, 1981
- Diario de Job, Madrid: Cátedra, 1983
- El dialecto de la vida (homenaje a Robert Louis Stevenson), Barcelona: Plaza & Janés, 1985
- Episodios pasionales (relatos), Madrid: Ediciones Libertarias, 1986
- El jardín de las dudas, Barcelona: Planeta, 1993
- A rienda suelta (novela infantil), Madrid: Alfaguara, 2000
- El gran laberinto (novela fantástica), Barcelona: Ariel, 2005
- La hermandad de la buena suerte, Barcelona: Planeta, 2008
- Los invitados de la princesa, Barcelona: Espasa, 2012

### Teatro
- Juliano en Eleusis, Madrid: Hiperión, 1981
- Vente a Sinapia, Madrid: Teatro Español, 1983
- Último desembarco (seguido de Vente a Sinapia), Madrid: Espasa, 1988
- Catón. Un republicano contra César, 1989 (inédita)
- Guerrero en casa, 1992 (inédita)
- El traspié. Una tarde con Schopenhauer (comedia escrita en 1988 para TVE con el título Un paso en falso), Barcelona: Anagrama, 2013

## Premios y reconocimientos
- Gran Cruz de la Orden del Dos de Mayo (2022)[34]
- V Premio Taurino Ciudad de Sevilla (2019)[35]
- Premio Internacional Eulalio Ferrer (2015)
- Doctor honoris causa por la Universidad de Panamá (2014)
- Premio de la Cultura [Literatura] de la Comunidad de Madrid (2013)[36]
- Premio Mariano de Cavia de Periodismo del diario ABC (2012)
- Premio Internacional de Poesía y Ensayo Octavio Paz (2012)[37]
- Premio Primavera de Novela (2012) por Los invitados de la princesa[38]
- Premio ABC Cultural & Ámbito Cultural (2010)
- Doctor honoris causa por la Universidad Autónoma de San Luis Potosí (2010)[39]
- Doctor honoris causa por la Universidad de Colima (2010)[cita requerida]
- Doctor honoris causa por la Universidad Nacional Autónoma de México (2009)[cita requerida]
- Premio Internacional por la Igualdad y contra la Discriminación (2007)[40]
- Doctor honoris causa por la Universidad Autónoma de Madrid (2006)[41]
- Doctor honoris causa por la Universidad Metropolitana de Caracas (2001)
- Premio de la Concordia Fernando Abril Martorell (2000)
- Premio Ortega y Gasset de Periodismo (2000)
- Premio Sájarov (2000) para el movimiento ¡Basta Ya!, del cual es parte
- Premio Euskadi de Plata (1999) por Las preguntas de la vida.
- Premio Continente de Periodismo (1999)
- Doctor honoris causa por la Universidad Simón Bolívar (1998)
- Premio de la Sociedad para el Avance del Pensamiento Crítico (1998)
- Premio Francisco Cerecedo (1997)
- Finalista del Premio Planeta (1993) con El jardín de las dudas
- Premio Planeta (2008) con La hermandad de la buena suerte
- Premio Ijuve de Medios de Comunicación (1990)
- Premio Pablo Iglesias (1989), sección de Ciencias Sociales
- Premio Nacional de Ensayo (1982) por La tarea del héroe
- Premio Anagrama (1982) por Invitación a la ética
- Premio Mundo de Ensayo (1978) por Panfleto contra el todo

## Elecciones al Parlamento Europeo de 2024 (España)
- ¡Basta Ya!, Plataforma Pro y Nexo (plataforma)/Cree (Partido Político) y exmiembros a título personal de Unión Progreso y Democracia, Ciutadans de Catalunya/Ciudadanos (España) y Contigo Somos Democracia se fusionan en La Tercera España como impulsores están Francisco Igea, Francisco Sosa Wagner, Edmundo Bal o Cristiano Brown y otros 41 miembros en su manifiesto.[42][43]